# لی چیه-کای
لی چیه-کای (چینی ساده‌شده: 李智凯; چینی سنتی: 李智凱; هانیو پین‌یین: Lǐ Zhìkǎi; تونگ‌یونگ پین‌یین: Lǐ Jhìhkǎi; وید جایلز: Li3 Chih4k'ai3؛ زادهٔ ۳ آوریل ۱۹۹۶) ژیمناست هنری اهل تایوان است.